# Municipio de Waccamaw (condado de Brunswick)
El Waccamaw (en inglés: Waccamaw Township) es un municipio ubicado en el  condado de Brunswick en el estado estadounidense de Carolina del Norte. En el año 2010 tenía una población de 3.448 habitantes.

## Geografía
El municipio de Waccamaw se encuentra ubicado en las coordenadas 34°5′6.61″N 78°29′18.03″O / 34.0851694, -78.4883417.